# Camilla Richardsson
Camilla Richardsson (14 de septiembre de 1993) es una deportista de Finlandia que compite en atletismo. En el Campeonato Europeo de Atletismo Sub-23 de 2019 fue cuarta en la prueba de 3000 m obstáculos y en el Campeonato Europeo de Atletismo de 2022, novena en los 10 000 m.